# Eberron
Eberron är en spelvärld skapad av Keith Baker till det amerikanska  rollspelet Dungeons & Dragons (D&D). Världen valdes som det vinnande bidraget bland fler än 11 000 insända i Wizards of the Coasts tävling om en ny fantasy-värld till sitt rollspel D&D under 2002. Eberron kombinerar fantasy med film noir och mörka element, samt icke-traditionella fantasy-teknologier som tåg, luftskepp och mekaniska varelser som alla drivs av magi.
Spelvärlden är Eberron i en period efter ett storslaget destruktivt krig på kontinenten Khorvaire. Världen är designad att sammanföra traditionella element och raser från D&D i en fantasy-värld med annorlunda ton. Spelvärlden släpptes officiellt i och med boken Eberron Campaign Setting i juni 2004. Boken skrevs av Keith Baker, Bill Slavicsek och James Wyatt. I juni 2005 vann boken Origins Award for Best Roleplaying Game Supplement of 2004 (bästa rollspelstillbehör under 2004).

## Anmärkningsvärda skillnader från andra D&D-spelvärldar
En av de tydligaste skillnader mellan Eberron och vanliga D&D är nivån av magi. Hög nivå av magi, som att uppstiga från de döda, är mindre vanligt än i de flesta andra spelvärldarna. Däremot är låg nivå av magi mycket mer genomgripande, tillhandahållen av de så kallade Dragonmarked Houses (ungefär drakmärkta husen på svenska). Flera städer har magiska gatlyktor och magiska "blixttåg" tillåter höghastighetstransport över hela kontinenten.
Alignment (begrepp inom rollspel som anger rollpersonens beteende och värderingar) är mer oklar än i andra officiella spelvärldar. Onda varelser från traditionellt goda raser och goda varelser från traditionellt onda raser uppmuntras – men alignment-definitionerna är samma som för standarden i D&D. Situationer uppstår ofta i världen då karaktärer med motsatta livsåskådningar måste stå på samma sida när något hotar alla.
På lika sätt är även religion inte lika entydig. Gudomligheter i Eberron gör sig inte kända öppet. Existensen av gudomlig magi är inte bevis på gudarna eftersom clerics (präster) som inte tillber någon gud utan följer ett trossystem även får tillgång till magi. En cleric kan till och med arbeta mot sin kyrka och ända ha tillgång till magi. Följden av detta gör att religion är en fråga om tro. Till skillnad från många andra D&D-spelvärldar (till tredje upplagan) behöver en cleric inte vara inom ett steg av sin guds alignment och är inte heller begränsad från att använd magi på grund av alignment.
Till spelvärlden finns en ny basklass (base character class): artificer. En artificer är en magianvändare som fokuserar på att skapa magiska föremål.